# Diplazium puberulentum
Diplazium puberulentum là một loài thực vật có mạch trong họ Woodsiaceae. Loài này được Mickel & Beitel miêu tả khoa học đầu tiên năm 1988.